# Santa Cruz do Capibaribe
Santa Cruz do Capibaribe es una ciudad al noroeste de Brasil en el estado de Pernambuco. Es la tercera ciudad más grande del Agreste de Pernambuco por una población de 105.936 habitantes en 2018. Tiene un área de 335 309 km² y está localizada a 185.7 km de la capital Recife.
Santa Cruz, llamada "capital de la moda", según el SENAI es la segunda productora de ropa más grande de Brasil por detrás de São Paulo, y cuenta con el mayor parque de confecciones de América Latina, el Moda Center Santa Cruz.

## Historia
Su historia se remonta a 1750, cuando el portugués Antônio Burgos buscaba un nuevo ascentamiento. Se estableció en la confluencia del río Capibaribe con su familia y esclavos.
El nombre de la ciudad proviente de una gran cruz de madera que el portugués colocó frente a una capilla que construyó cerca de su casa. El crucifijo se conserva hoy en la iglesia de la ciudad.
Se le otorgó el estatus de Distrito el 18 de abril de 1892, subordinado al Municipio de Taquaritinga. Por decreto de Ley Estatal, el 31 de diciembre de 1943 el distrito de Santa Cruz cambió su nombre a Capibaribe, y el municipio de Taquaritinga a Taquaritinga do Norte. Fue elevado a la categoría de Municipio, a través de la Ley Estatal n° 1818 del 29 de diciembre de 1953. fecha en que la ciudad celebra su aniversario.

## Demografía
Según el censo del 2010 del Instituto Brasileño de Geografía y Estadística, el municipio tenía una población de 87 582 habitantes, la mayoría mujeres (45 209 habitantes). Según el censo, 85 594 habitantes vivían en zonas urbanas y 1988 en zonas rurales.